# 胡建胜
胡建胜（1960年—），汉族，中华人民共和国政治人物、第十一届全国政协委员。
担任新疆维吾尔自治区农机局农机处处长。2008年，当选第十一届全国政协委员，代表中华全国总工会，分入第十七组。